# Cladonia crinita
Cladonia crinita (Delise ex Pers.) Ahti (1995), è una specie di lichene appartenente al genere Cladonia,  dell'ordine Lecanorales.
Il nome proprio deriva dal latino crinitus, che significa dalla lunga chioma, crinito, chiomato, ad indicare la forma allungata delle terminazioni degli apoteci.

## Caratteristiche fisiche
Il fotobionte è principalmente un'alga verde delle Trentepohlia.

## Località di ritrovamento
La specie è stata rinvenuta nelle seguenti località:
- Brasile (Minas Gerais)

## Tassonomia
Questa specie appartiene alla sezione Cladonia, gruppo C.verticillata, insieme a C. fissidens e C. clathrata; a tutto il 2008 non sono state identificate forme, sottospecie e varietà.